# 島村矩康
島村 矩康（しまむら のりやす、1904年（明治37年）1月22日 - 1945年（昭和20年）1月15日）は、日本の陸軍軍人。最終階級は陸軍少将。位階勲等は従四位勲四等。

## 経歴
高知県土佐郡初月村久万（現・高知市）出身。島村民衛・千代の長男。高知第一中学校（現高知県立高知追手前高等学校）、大阪陸軍地方幼年学校を経て、1924年（大正13年）7月、陸軍士官学校（36期）を卒業。同年10月、歩兵少尉に任官し歩兵第38連隊付となる。1931年（昭和6年）11月、陸軍大学校（43期）を優等で卒業した。
1932年（昭和7年）9月、参謀本部付勤務となる。参謀本部員、中国・ソビエト連邦駐在、関東軍参謀を務め、1938年（昭和13年）3月、歩兵少佐に昇進。参謀本部員（作戦課）、関東軍参謀、参謀本部員（作戦課）を歴任し、1940年（昭和15年）8月、歩兵中佐に昇進。
1941年（昭和16年）5月、第11軍参謀に発令され日中戦争に出征。1942年（昭和17年）6月、陸大教官に転じて帰国し、兼参謀本部員となり、1943年（昭和18年）8月、陸軍大佐に進級した。
1943年9月、大本営参謀兼連合艦隊参謀に発令され太平洋戦争に出征。1944年（昭和19年）3月、中部太平洋方面艦隊参謀を兼務し、1945年（昭和20年）1月、仙頭南方で乗機が撃墜されて戦死し陸軍少将に進んだ。

## 親族
- 弟 島村信康（陸軍少佐）[1]
- 義兄 矢牧章（海軍少将）[1]